# Роберт Белла
Роберт Ніллі Белла (23 лютого 1927 — 30 липня 2013) — американський соціолог, перш за все відомий як дослідник сучасних форм релігійності.
Ввів до термінологічного апарату соціології релігії такі концепти, як шейлаїзм, громадянська релігія, релігійна еволюція.

## Біографія
Роберт Белла народився в місті Алтус (Оклахома, США), але в 2 роки переїхав із родиною до Лос Анджелеса, у зв'язку зі смертю батька. В Лос Анджелесі закінчив школу, а після служби в армії отримав вищу освіту в Гарвардському університеті, ставши в 1950 році бакалавром соціальної антропології. Протягом навчання цікавився лівою політичною ідеологією (навіть був членом Комуністичної партії США з 1947 до 1949), а також сходознавством. В 1955 році отримав ступінь Ph.D. з соціології та далекосхідних мов, а в 1957-му вийшла друком його монографія «Релігія в добу Токугава». Крім японської та китайської, також знав арабську мову, та кілька європейських. Серед керівників наукової роботи Белла на цьому етапі були Т. Парсонс, Д. Аберле та інші відомі соціологи. Пропрацювавши десять років у Гарварді, Белла переїхав до Берклі та решту життя був професором у Каліфорнійському університеті. Був одружений з Мелані Хіман, мав дві доньки. У зрілому віці перейшов з пресвітеріанства до єпископальної церкви та мав репутацію глибоко віруючої людини. Помер на 87-му році життя в Каліфорнії, до останніх років плідно працюючи та встигнувши видати програмну книгу «Релігія в людській еволюції: від палеоліту до Осьового часу» (2011). Питання, які розглядалися в ній, надихнули Г. Йоаса організувати конференцію в Ерфурті за участі Я. Ассмана, Ч. Тайлора та інших відомих науковців, а матеріали конференції було згодом видано в Гарварді під назвою «Осьовий час і його наслідки» (2012). Редагування цих матеріалів було останньою важливою працею Белла.

## Громадянська релігія
В 1967 році в спеціальному випуску журналу Daedalus, що мав назву  Religion in America, вийшла стаття Белла під назвою «Громадянська релігія в Америці». В цій статті автор увів до наукового вжитку створений Ж.-Ж. Руссо концепт «громадянська релігія», який був підхоплений численними дослідниками та зробив Белла настільки відомим, що наприкінці життя він стверджував, що іноді волів би ніколи не писати цієї статті. Белла зазначав, що «громадянська релігія», або вимір релігійності, перебуває поза конкретними церквами чи синагогами, і є чимось цілковито інакшим, ніж звичайні церкви. Хоча «громадянська релігія» і не протистоїть напряму релігії традиційній, вона все ж претендує на провідне місце у свідомості людини, а отже, має замінити, принаймні в публічній площині, конфесійну релігійність американців. «Громадянська релігія» має власні вірування, символи та ритуали, серед яких виокремлюють церемонію інавгурації Президента, вислови та дії отців-засновників США, американський прапор, подвиги часів Громадянської війни та ін. Президент США є своєрідним верховним лідером «громадянської релігії», апелюючи в своїх виступах до Бога та американських символів, проте не до конфесійних особливостей тієї чи іншої релігійної традиції. Разом із тим, американська «громадянська релігія», на відміну від французької чи радянської, ніколи не була антиклерикальною, войовничою щодо історичних деномінацій, існуючи паралельно до останніх.

## Вибрана бібліографія
- Релігія в добу Токугава: Цінності доіндустріальної Японії (англ. Tokugawa Religion: The Values of Pre-Industrial Japan, 1957).
- Релігійна еволюція (англ. Religious Evolution, 1964).
- Релігія та прогрес у сучасній Азії (англ. Religion and Progress in Modern Asia, 1965).
- Громадянська релігія в Америці (англ. Civil Religion in America, 1967).
- Нова релігійна свідомість (англ. The New Religious Consciousness, 1976).
- Варіації громадянської релігії (англ. Varieties of Civil Religion, 1980).
- Звички серця: Індивідуалізм та приналежність в американському житті (англ. Habits of the Heart: Individualism and Commitment in American Life, 1985).
- Релігія в людській еволюції: від палеоліту до Осьового часу (англ. Religion in Human Evolution: From the Paleolithic to the Axial Age, 2011).